# Afon
Afon est un prénom mixte épicène d’origine galloise.

## Étymologie
Afon en gallois signifie rivière.